# دانکوف
شهر دانکوف (به روسی: Данков) در کشور روسیه و در اوبلاست لیپتسک واقع شده‌است.